# Amazone Partij Suriname
De Amazone Partij Suriname (APS) is een politieke partij in Suriname. Ze richt zich op de mensenrechten van de bewoners in het binnenland en met name van de inheemse Surinamers. De erkenning van grondenrechten van inheemsen is een van de belangrijkste programmapunten.

## Verkiezingen van 2000
De partij werd opgericht op 17 maart 2000. Het oprichtingsbestuur bestond uit de volgende personen: Nardo Aloema – de voormalige voorzitter van de Organisatie van Inheemsen in Suriname – Armand Karwofodi, Lucius Romalho, Ramses Kajoeramari en Harry Sipari Lum Chou. De partij deed meteen mee aan de verkiezingen van twee maanden later. Het was geen succesvolle start, want de partij behaalde landelijk 611 stemmen, oftewel minder dan een kwart procent, wat te weinig was voor een zetel.

## Verkiezingen van 2005
In 2003 ging de partij de samenwerking aan met Paul Abena van Seeka, een partij die zich richtte op de marrons van Suriname. Seeka wisselde echter kort voor de verkiezingen van 2005 van koers door zich aan te sluiten bij de A1-Combinatie. Daar kwam ook nog een interne strijd bij, tussen Aloema en de nieuwe voorzitter Kenneth van Genderen. Toen voor Aloema duidelijk werd dat er geen lijsttrekkerschap voor Marowijne inzat, verliet hij de partij. Na de verkiezingen ving een periode van inactiviteit aan.

## Verkiezingen van 2015
In aanloop naar de verkiezingen van 2015 werd de partij weer actief met René Artist als lijsttrekker. Als belangrijkste opponenten tijdens de verkiezingen zag hij de regeringspartij NDP en de marronpartij ABOP. Naar Artists mening beloofden die partijen veel aan inheemsen maar hadden ze dat niet waargemaakt. De APS behaalde tijdens deze verkiezingen landelijk 842 stemmen wat te weinig was voor een zetel.

## Verkiezingen van 2020
In 2019 nam Theo Jubitana de leiding van Artist overgenomen. Hij was kapitein van Hollandse Kamp en voorzitter van de Vereniging Inheemse Dorpshoofden Suriname (VIDS). Hij bereidde de partij voor op deelname aan de verkiezingen van 2020.
Enkele maanden voor de verkiezingen maakten de APS en de PRO (Partij voor Recht en Ontwikkeling) bekend te gaan samenwerken. De verkiezingslijst van PRO werd opengezet voor kandidaten van de APS. De APS zag een "solide fundament" bij PRO met kansen op het gebied van erkenning en duurzame ontwikkeling van de rechten van inheemsen. PRO zag raakvlakken bij de APS op het gebied milieu en behoud van flora en fauna. De partijcombinatie verwierf echter geen zetels tijdens de verkiezingen.
In november 2022 koos de APS een nieuw bestuur onder voorzitterschap van Dylon Gary King.
Het nieuwe partijcentrum  is gelegen aan de Uraniumstraat 22 te Paramaribo.  
In aanloop naar de verkiezingen van 2025 is Dylon King de voorzitter van de APS.